# Ich war noch niemals in New York (Lied)
Ich war noch niemals in New York ist ein Lied des österreichischen Sängers Udo Jürgens aus dem Jahr 1982 zu einem Text von Michael Kunze. Das Lied wurde wiederholt gecovert, unter anderem 2009 von der deutschen Indie-Rock-Gruppe Sportfreunde Stiller.

## Inhalt
Das Lied handelt von einem Familienvater, der nach dem Abendessen noch schnell Zigaretten holen geht und unterwegs auf den Gedanken kommt, aus seinem kleinbürgerlichen Leben zu fliehen und nach New York City, Hawaii oder San Francisco zu reisen. Am Ende kehrt er aber wie selbstverständlich wieder ins Haus zu seiner Familie zurück. Im Refrain werden die Gedanken des Mannes, über den ansonsten in der Er-Form erzählt wird, in Ich-Form wörtlich zitiert. Parallelen in der Handlung bestehen zu Peter Bichsels 1963 erschienenen Kurzgeschichte San Salvador.

## Versionen
Der Song wurde 1982 von Ariola in Deutschland als B-Seite von Udo Jürgens Singleauskopplung Das wünsch' ich dir sowie auf seinem Studioalbum Silberstreifen veröffentlicht. Das Lied ist 4:26 Minuten lang.
Am 15. Januar 2001 erschien das Lied als A-Seite. In Deutschland platzierte sich das Lied auf Platz 53 und war insgesamt 10 Wochen in den Charts vertreten, in Österreich belegte das Lied Platz 58 und in der Schweiz platzierte es sich auf Platz 48 und hielt sich insgesamt 3 Wochen in den Charts.

## Trivia
Das Lied war auch titelgebend für das Musical Ich war noch niemals in New York, in dem sich ebenfalls alles um eine Reise nach New York dreht.

## Titelliste der Single
7″-Single
1. Das wünsch’ ich dir (4:17)
2. Ich war noch niemals in New York (4:26)